# 派普峰
79°9′S 86°15′W / 79.150°S 86.250°W
派普峰（英語：Pipe Peak），是南極洲的山峰，位於埃爾斯沃思地，處於馬特尼峰以北2.8公里，屬於赫里蒂奇嶺中方德斯峰的一部分，海拔高度1,720米，由明尼蘇達大學地質學會繪入地圖，現時由南極條約體系管理。